# Enlightenment
Enlightenment (nazywany też często e) – menedżer okien dla środowiska X Window System, który może być używany samodzielnie lub wraz ze środowiskami graficznymi takimi jak GNOME (swego czasu był to domyślny menedżer okien tego środowiska) czy KDE. Jego głównym autorem jest programista i grafik Carsten Haitzler (Rasterman). Wydany na licencji BSD.

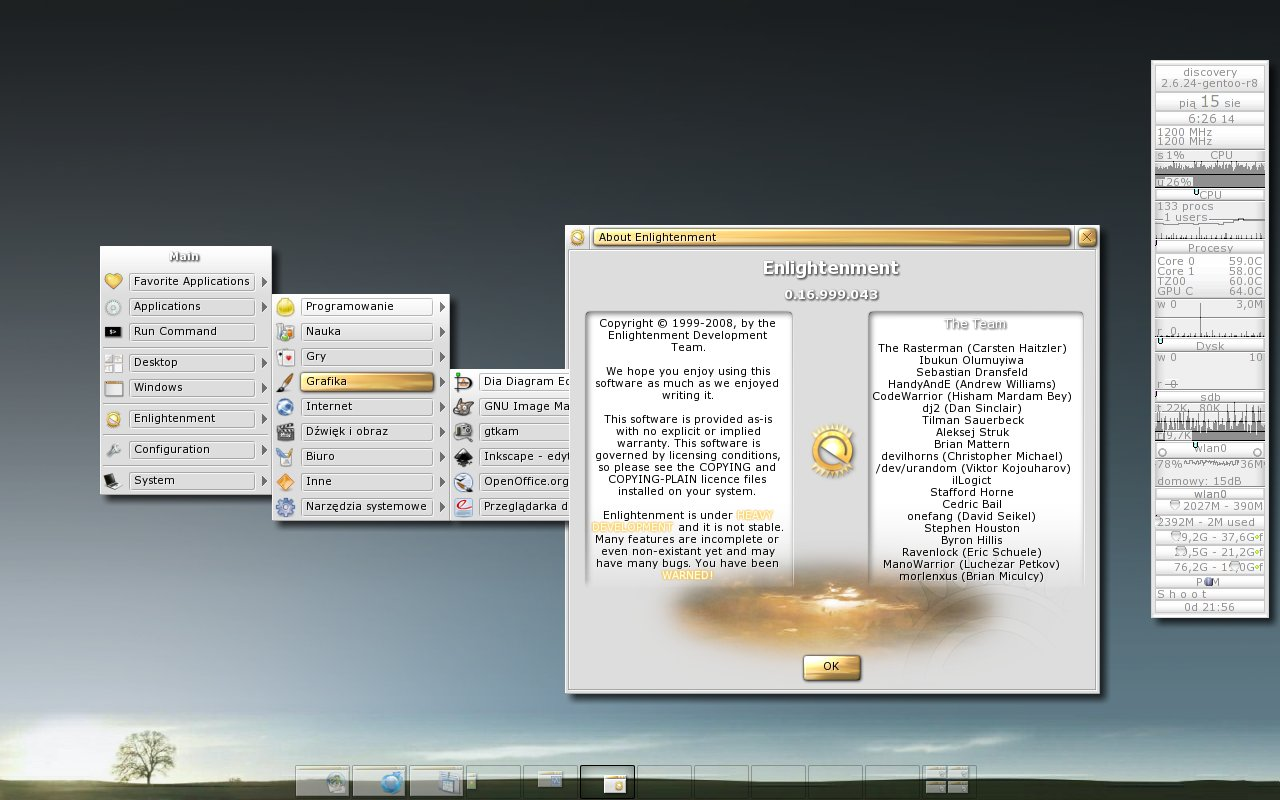
Starsza wersja DR17 z domyślnym złotym motywem. W nowszych wersjach został zastąpiony motywem czarno-białym.

Enlightenment znany jest z dużych możliwości konfiguracji oraz atrakcyjnej grafiki i efektów specjalnych. Dostępne są (na stronie domowej projektu) niezwykle dopracowane pod względem graficznym tematy pulpitu (themes) oraz statyczne i animowane tła pulpitu.
Menedżer dostępny jest w dwóch liniach – wydanej w 2000 roku, stabilnej DR16 oraz rozwojowej DR17. Kod następnej serii, DR17 (lub inaczej E17), jest napisany od początku i bazuje na silnie zmodularyzowanych bibliotekach EFL (Enlightenment Foundation Libraries). DR17 ma być samodzielną powłoką graficzną, przeznaczoną dla szerokiej gamy urządzeń od urządzeń wbudowanych do stacji roboczych.
Powłoka graficzna to określenie twórców Enlightenment. Oznacza ono, że poza zarządzaniem oknami program wykonuje też inne funkcje, ale nie jest tak rozbudowany jak środowiska graficzne w rodzaju KDE czy GNOME, dla których powstają często duże aplikacje. Podobne do niego są środowiska Xfce czy Window Maker.
Enlightenment również posiada swój menedżer logowania – Entrance. Jest to efektownie wyglądający odpowiednik bardziej znanych menedżerów logowania takich jak XDM, GDM czy KDM.
Z Enlightenment domyślnie korzystają następujące dystrybucje GNU/Linuksa: Elive, OpenGEU, OzOS, Maryan Linux, Yellow Dog Linux, gOS, Ebuntu, Pentoo, Macpup oraz Bodhi Linux.

## Historia
Pierwsza wersja Enlightenment została udostępniona przez Rastera (Carsten Haitzler) dnia 30 października 1996.
Enlightenment jest aktywnie rozwijany od ponad dekady, ostatnia wersja uznawana za stabilną to E19 19.1.
Wersja 0.17, nazywana także DR17 albo E17, była rozwijana przez 12 lat – od grudnia 2000 roku do 21 grudnia 2012. Została pisana od podstaw i zaprojektowana aby być pełnoprawną powłoką systemową, bazującą na nowych bibliotekach Enlightenment Foundation Libraries (EFL).

## Wersja 0.16
Najważniejsze funkcje:
- Siatki Wirtualnych Pulpitów. Przełączanie między pulpitami odbywa się poprzez najechanie kursorem myszy na brzeg ekranu. Maksymalna liczba pulpitów w siatce: 64 (8x8), siatek można mieć 32 (każda z inną tapetą), co daje astronomiczną sumę 2048 wirtualnych miejsc. (Użytkownik może skorzystać ze specjalnej mapy pulpitów, na wypadek gdyby się zgubił)
- Istnieje możliwość "nasunięcia" na siebie sąsiednich pulpitów, w podobny sposób w jaki można nasunąć kartkę papieru, jedna na drugą.
- Grupowanie okien; możliwość zgrupowania okien tak aby można było je razem przesuwać, zmieniać rozmiary lub zamykać,
- Minimalizacja aplikacji do ikon (ikonizacja)
- Możliwość zmiany brzegów okien, a nawet ich usunięcia.

Głównym założeniem projektu jest umożliwienie użytkownikowi maksymalnej możliwej konfigurowalności środowiska okien. Enlightment umożliwia konfigurację i modyfikację niemal każdego aspektu powłoki graficznej, a także dostarcza sporej gamy efektów specjalnych.

## Wersja 0.17
DR17 jest nadal bardzo aktywnie rozwijany i zmieniany, ale główne cechy pozostają niezmienne:
- Wygląd w pełni konfigurowalny dzięki dopracowanym motywom graficznym, którymi można zarządzać zarówno poprzez graficzny interfejs, jak i z linii poleceń.
- Wbudowany menadżer plików
- Obecność ikon na pulpicie
- Siatka wirtualnych pulpitów
- Modularna budowa – możliwość dynamicznego ładowania zewnętrznych modułów. Aktualnie dostępne moduły to:
  - Pager – przełączanie wirtualnych pulpitów;
  - iBar – uruchamianie aplikacji;
  - iBox – miejsce na zminimalizowane aplikacje;
  - iTask NG – pasek dokowania podobny do obecnego w Mac OSX;
  - Dropshadow – moduł odpowiedzialny za rzucanie cieni przez okna;
  - Clock – zegar analogowy;
  - Battery – monitor stanu baterii;
  - CPUFreq – monitor częstotliwości procesora;
  - Temperature – monitor temperatur;

- Animowane, interaktywne tapety, elementy menu oraz pasków narzędzi
- Zwijanie okien, ikonizacja, maksymalizacja i przypinanie
- Konfigurowalne skróty klawiszowe
- Wsparcie dla wielu języków
- Standaryzacja – spełnia wszystkie potrzebne standardy (NetWM, ICCCM, XDG, itd)

## Główni twórcy

### Obecni
- Carsten "Rasterman" Haitzler – główny programista
- Kim "kwo" Woelders – utrzymanie E16
- Hisham "CodeWarrior" Mardam Bey
- Christopher "devilhorns" Michael

### Dawni
- Geoff "Mandrake" Harrison mandrake.net